# Андреа Доссена
Андре́а Доссе́на (італ. Andrea Dossena, нар. 11 вересня 1981, Лоді) — італійський футболіст, лівий півзахисник та захисник швейцарського клубу «К'яссо».

## Клубна кар'єра
Вихованець юнацьких команд футбольних клубів «Фанфулла» та «Верона».
У дорослому футболі дебютував 2001 року виступами за «Верону», в якій провів чотири сезони, взявши участь у 99 матчах чемпіонату. Більшість часу, проведеного у складі «Верони», був основним гравцем команди.
Згодом, з 2005 по 2008 рік, грав у складі команд клубів «Тревізо» та «Удінезе», які були співвласниками гравця.
Своєю грою за останню команду привернув увагу представників тренерського штабу англійського «Ліверпуля», до складу якого приєднався 4 липня 2008 року. Проте, Андреа програв конкуренцію у клубі Фабіу Ауреліу та Еміліано Інсуа, тому виходив на поре не дуже часто. Всього відіграв за мерсісайдців півтора сезони своєї ігрової кар'єри.
До складу клубу «Наполі» приєднався 8 січня 2010 року. Влітку 2012 року Ароніка здобув разом з командою Кубок Італії. Наразі встиг відіграти за неаполітанську команду 81 матч в національному чемпіонаті.

## Виступи за збірні
Протягом 2000–2001 років залучався до складу молодіжної збірної Італії. На молодіжному рівні зіграв у 4 офіційних матчах.
17 жовтня 2007 року дебютував в офіційних матчах у складі національної збірної Італії в товариській грі проти збірної ПАР.
2009 року був включений до складу збірної на Кубку Конфедерацій 2009 року, на якому зіграв в одному матчі. Після завершення турніру більше до лав збірної не запрошувався.
Всього провів у формі головної команди країни 10 матчів.

## Статистика виступів

### Статистика клубних виступів
Статистика на 26 листопада 2012 року
| Сезон                 | Команда               | Чемпіонат             | Чемпіонат | Чемпіонат | Національний кубок | Національний кубок | Національний кубок | Континентальні кубки | Континентальні кубки | Континентальні кубки | Інші змагання | Інші змагання | Інші змагання | Усього | Усього |
| Сезон                 | Команда               | Ліга                  | Ігор      | Голів     | Ліга               | Ігор               | Голів              | Ліга                 | Ігор                 | Голів                | Ліга          | Ігор          | Голів         | Ігор   | Голів  |
| --------------------- | --------------------- | --------------------- | --------- | --------- | ------------------ | ------------------ | ------------------ | -------------------- | -------------------- | -------------------- | ------------- | ------------- | ------------- | ------ | ------ |
| 2001-02               | \| «Верона»           | A                     | 2         | 0         | КІ                 | 0                  | 0                  | —                    | —                    | —                    | —             | —             | —             | 2      | 0      |
| 2002-03               | \| «Верона»           | B                     | 21        | 1         | КІ                 | 3                  | 0                  | —                    | —                    | —                    | —             | —             | —             | 24     | 1      |
| 2003-04               | \| «Верона»           | B                     | 37        | 1         | КІ                 | 1                  | 0                  | —                    | —                    | —                    | —             | —             | —             | 38     | 1      |
| 2004-05               | \| «Верона»           | B                     | 39        | 1         | КІ                 | 3                  | 0                  | —                    | —                    | —                    | —             | —             | —             | 42     | 1      |
| 2005-06               | \| «Верона»           | B                     | 0         | 0         | КІ                 | 1                  | 0                  | —                    | —                    | —                    | —             | —             | —             | 1      | 0      |
| Усього за «Верону»    | Усього за «Верону»    | Усього за «Верону»    | 99        | 3         |                    | 8                  | 0                  |                      | —                    | —                    |               | —             | —             | 107    | 3      |
| 2005-06               | «Тревізо»             | A                     | 21        | 0         | —                  | —                  | —                  | —                    | —                    | —                    | —             | —             | —             | 21     | 0      |
| 2006-07               | «Удінезе»             | A                     | 28        | 0         | КІ                 | 2                  | 0                  | —                    | —                    | —                    | —             | —             | —             | 30     | 0      |
| 2007-08               | «Удінезе»             | A                     | 35        | 2         | КІ                 | 1                  | 0                  | —                    | —                    | —                    | —             | —             | —             | 36     | 2      |
| Усього за «Удінезе»   | Усього за «Удінезе»   | Усього за «Удінезе»   | 63        | 2         |                    | 3                  | 0                  |                      | —                    | —                    |               | —             | —             | 66     | 2      |
| 2008-09               | «Ліверпуль»           | ПЛ                    | 16        | 1         | КА+КФЛ             | 2+1                | 0                  | ЛЧ                   | 7                    | 1                    | —             | —             | —             | 26     | 2      |
| 2009-10               | «Ліверпуль»           | ПЛ                    | 2         | 0         | КА+КФЛ             | 0+1                | 0                  | ЛЧ                   | 2                    | 0                    | —             | —             | —             | 5      | 0      |
| Усього за «Ліверпуль» | Усього за «Ліверпуль» | Усього за «Ліверпуль» | 18        | 1         |                    | 4                  | 0                  |                      | 9                    | 1                    |               | —             | —             | 31     | 2      |
| 2009-10               | «Наполі»              | A                     | 10        | 0         | КІ                 | 1                  | 0                  | —                    | —                    | —                    | —             | —             | —             | 11     | 0      |
| 2010-11               | «Наполі»              | A                     | 33        | 1         | КІ                 | 1                  | 0                  | ЛЄ                   | 8                    | 0                    | —             | —             | —             | 42     | 1      |
| 2011-12               | «Наполі»              | A                     | 33        | 2         | КІ                 | 4                  | 0                  | ЛЧ                   | 4                    | 0                    | —             | —             | —             | 41     | 2      |
| 2012-13               | «Наполі»              | A                     | 5         | 0         | КІ                 | —                  | —                  | ЛЄ                   | 4                    | 0                    | СІ            | 1             | 0             | 10     | 0      |
| Усього за «Наполі»    | Усього за «Наполі»    | Усього за «Наполі»    | 81        | 3         |                    | 6                  | 0                  |                      | 16                   | 0                    |               | 1             | 0             | 104    | 3      |
| Усього за кар'єру     | Усього за кар'єру     | Усього за кар'єру     | 282       | 9         |                    | 21                 | 0                  |                      | 25                   | 1                    |               | 1             | 0             | 329    | 10     |

### Статистика виступів за збірну
| Дата       | Місто    | Господарі | Результат | Гості             | Турнір                  | Голи | Примітки |
| ---------- | -------- | --------- | --------- | ----------------- | ----------------------- | ---- | -------- |
| 17/10/2007 | Сієна    | Італія    | 2 – 0     | ПАР               | товариський матч        | -    |          |
| 20/08/2008 | Ніцца    | Італія    | 2 – 2     | Австрія           | товариський матч        | -    |          |
| 10/09/2008 | Удіне    | Італія    | 2 – 0     | Грузія            | Відбір до ЧС 2010       | -    |          |
| 11/10/2008 | Софія    | Болгарія  | 0 – 0     | Італія            | Відбір до ЧС 2010       | -    |          |
| 15/10/2008 | Лечче    | Італія    | 2 – 1     | Чорногорія        | Відбір до ЧС 2010       | -    |          |
| 10/02/2009 | Лондон   | Бразилія  | 2 – 0     | Італія            | товариський матч        | -    |          |
| 01/04/2009 | Барі     | Італія    | 1 – 1     | Ірландія          | Відбір до ЧС 2010       | -    |          |
| 06/06/2009 | Піза     | Італія    | 3 – 0     | Північна Ірландія | товариський матч        | -    |          |
| 10/06/2009 | Преторія | Італія    | 4 – 3     | Нова Зеландія     | товариський матч        | -    |          |
| 21/06/2009 | Преторія | Італія    | 0 – 3     | Бразилія          | Кубок Конфедерацій 2009 | -    |          |
| Усього     |          | Матчів    | 10        |                   | Голів                   | 0    |          |

## Досягнення
«Наполі»
- Володар Кубка Італії: 2011—12